# Ouganda (royaume du Commonwealth)
1962–1963
Entités précédentes :
- Protectorat de l'Ouganda

Entités suivantes :
- République de l'Ouganda

L'Ouganda est un royaume du Commonwealth de 1962 à 1963, avant de devenir l'actuelle république de l'Ouganda.

## Histoire
À la fin de la colonisation britannique en 1962, la déclaration de l'indépendance de l'Ouganda transforme le protectorat en un royaume du Commonwealth indépendant, avec la reine Élisabeth II pour chef d'État. Les pouvoirs constitutionnels de la reine sont largement délégués au gouverneur général. Sir Walter Coutts assume cette fonction pendant la brève durée d'existence du royaume, tandis que Milton Obote occupe le poste de Premier ministre.
L'Ouganda adopte une nouvelle Constitution le 9 octobre 1963, qui abolit la monarchie et instaure une république au sein du Commonwealth, sans toutefois abolir les royaumes locaux, désignant l'Ouganda comme une fédération de royaumes tribaux. Le kabaka Muteesa II devient le premier président de l'Ouganda. Ce n'est qu'en 1966 que les royaumes sont définitivement abolis et que la république est officiellement adoptée, à la suite d'un conflit entre Obote et Mutesa.